# Кузнец из Большого Вуттона
«Кузнец из Большого Вуттона» (англ. Smith of Wootton Major) — рассказ Джона Р. Р. Толкина, изданный в 1967 году. Это произведение является одним из немногих, написанных Толкином, вне связи с разработанным им миром Средиземья. В этой сказке повествуется о том, как к сыну одного кузнеца попадает волшебная звезда, которая полностью меняет его жизнь. С помощью звезды мальчик путешествует по Волшебной стране.

## Предыстория
Книга начиналась как попытка объяснить значение Волшебства с помощью истории о поваре и его торте, и Толкин изначально думал назвать ее «Великий торт». Она должна была стать частью предисловия Толкина к знаменитой сказке Джорджа Макдональда «Золотой ключик». История Толкина превратилась в сказку сама по себе. Этот рассказ был впервые опубликован 9 ноября 1967 года. Впервые она была опубликована в Соединенных Штатах 23 ноября 1967 года в рождественском выпуске журнала Redbook, но без иллюстраций Паулины Бейнс, которые появились в опубликованной книге. Иногда она публикуется в сборнике с «Фермер Джайлс из Хэма», еще одной сказкой Толкиена с иллюстрациями Полин Бейнс, хотя эти две истории явно не связаны между собой, если не считать общего авторства.

## Сюжет
Деревня Большой Вуттон была хорошо известна в сельской местности своими ежегодными фестивалями, которые особенно славились своими кулинарными изысками. Самым большим праздником из всех был Праздник хороших детей. Этот праздник отмечался только раз в двадцать четыре года: двадцать четыре ребенка из деревни были приглашены на вечеринку, и изюминкой вечеринки был Большой Торт, веха в карьере, по которой судили Мастеров-поваров. В тот год, когда начинается эта история, Главным поваром был Ноукс, который получил эту должность более или менее по умолчанию; он делегировал большую часть творческой работы своему ученику Альфу. Ноукс увенчал свой Большой Торт маленькой куклой, в шутку изображающей королеву Фей. В торте были спрятаны различные безделушки, чтобы дети могли их найти; одной из них была звезда, которую Повар обнаружил в старой коробке со специями.
Звезда не была найдена на Пиру, но была проглочена сыном кузнеца. Мальчик не сразу почувствовал ее волшебные свойства, но утром в день своего десятого дня рождения звезда закрепилась у него на лбу и стала его пропуском в Волшебную страну. Мальчик вырос кузнецом, как и его отец, но в свободное время он бродил по Стране Фейри. Звезда на его лбу защищала его от многих опасностей, угрожающих смертным в этой стране, и народ Фэйри называл его «Звезднобровый». В книге описаны его многочисленные путешествия по Волшебной стране, пока, наконец, он не встретит истинную Королеву Волшебной страны. Личность короля также раскрывается.
Пришло время для очередного Праздника хороших детей. Смит обладал своим даром большую часть своей жизни, и пришло время передать его какому-нибудь другому ребенку. Поэтому он с сожалением отдал звезду Альфу, а вместе с ней и свои приключения в Волшебной стране. Альф, который задолго до этого стал мастером-поваром, снова испек его в праздничный торт, чтобы его нашел другой ребенок. После пира Альф удалился и покинул деревню, а Смит вернулся в свою кузницу, чтобы обучить своему ремеслу своего теперь уже взрослого сына.